# Wybalenna
Wybalenna (englisch Black man’s houses ‚Häuser der Schwarzen‘) war ein Reservat für die tasmanischen Aborigines von Van-Diemens-Land (heute Tasmanien genannt) auf Flinders Island, einer Insel im Südosten von Tasmanien, die in der Bass Strait liegt. Wybalenna bestand von 1833 bis 1847 und ist eine der bedeutendsten historischen Stätten Tasmaniens.

## Friendly Mission
Als die britischen Kolonisten die indigene Bevölkerung Tasmaniens aus ihrem angestammten Land vertrieben und ihnen damit ihre Lebensgrundlagen in den 1820er Jahren entzogen, eskalierte der Konflikt. Protector of Aborigines George Augustus Robinson versuchte von 1829 bis 1831, die Tasmanier in Reservate auf Inseln vor Tasmanien umzusiedeln und versprach ihnen, dass sie eines Tages wieder zurückkehren könnten. Robinsons sogenannte friendly mission (deutsch: freundliche Mission) hatte zwar das vorgegebene Ziel, die Tasmanier in die Reservate zu deportieren, damit sie überleben konnten, aber letztlich war sein Ziel, sie dort zu zivilisieren und zu christianisieren. Da die Mission von Robinson nicht in Gänze erfolgreich war, wurde sie durch die Strategie der sogenannten Black Line (Schwarze Linie) abgelöst. Dabei wurde Tasmanien vom Norden bis zum Süden mit einer Menschenkette von etwa 2000 bewaffneten Männern durchkämmt, darunter 500 Soldaten, 700 Siedler und 800 Sträflinge.

## Black Line
Der Gouverneur von Tasmanien George Arthur und verschiedene Clanführer der Tasmanier vereinbarten im Oktober 1831, dass alle Tasmanier auf eine Insel vor Tasmanien bis 1835 deportiert werden. In Folge der Säuberungsmaßnahme der Black Line wurden vom Februar 1831 bis 1835 zwei Aborigines getötet, 50 gefangengesetzt, die in die traditionellen Siedlungsgebiete zurückkehren durften. Etwa 200 weitere Aborigines wurden nach Wybalenna deportiert, von ursprünglich etwa 4000 bis 5000 (in einer anderen Quelle 5000 bis 7000) Tasmaniern vor der britischen Kolonisierung ab 1803. Zahlreiche gefangene Aborigines verstarben im Zeitraum zwischen Gefangennahme und Deportation.

## Reservat

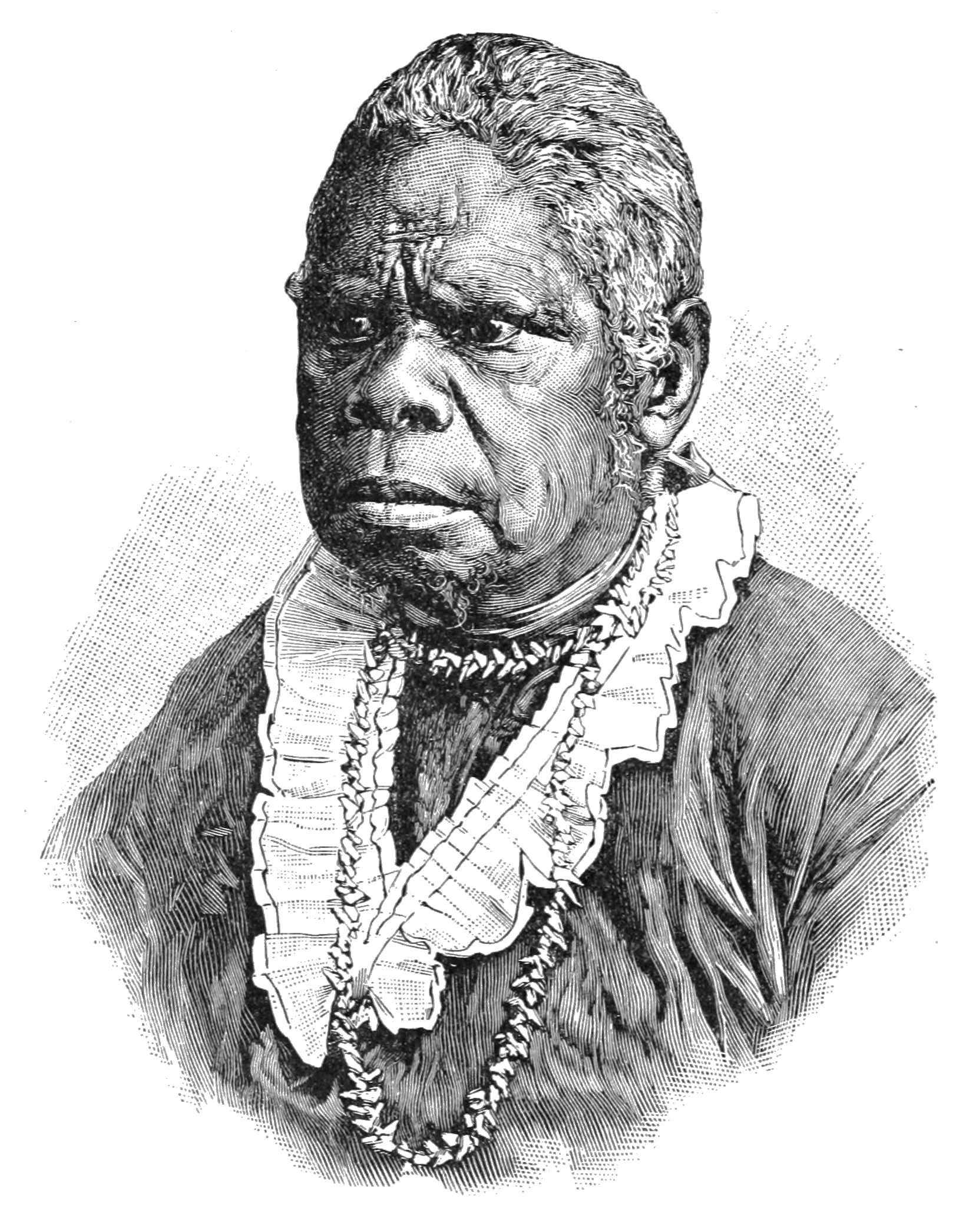
Truganini
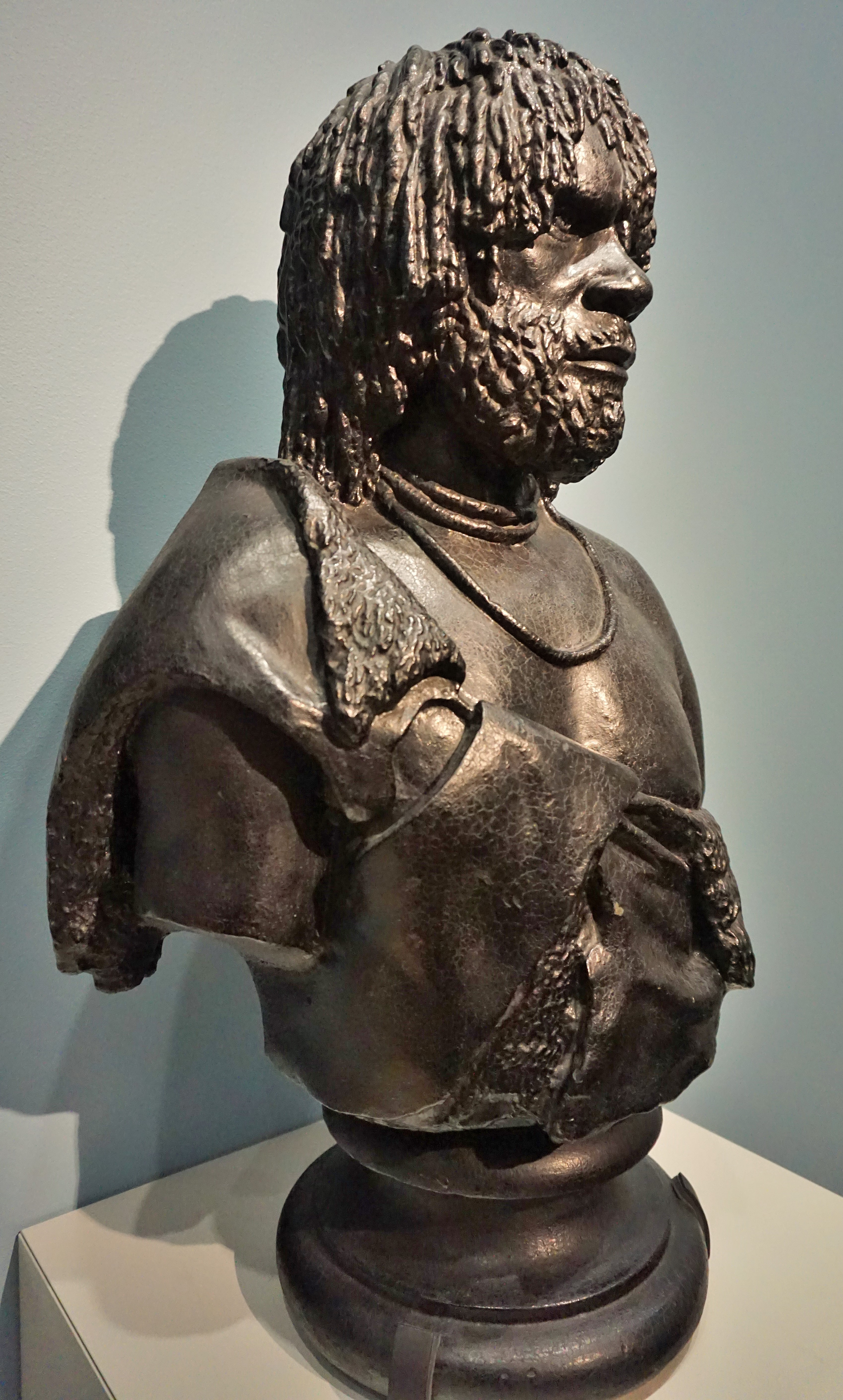
Wurati

Nach längerer Suche wurde im Februar 1833 Wybalenna auf Flinders Island von dem ersten Kommandanten der Siedlung, W. J. Darling, als geeignetes Reservat bestimmt. Im Jahr 1833 lebten 57 Tasmanier und 50 britische Kolonisten dort. George Robinson wurde zum Kommandanten der Siedlung im Oktober 1835 ernannt. Mit ihm kam das Ehepaar Truganini und Wurati in Wybalenna an. Auch einige Aborigines aus New South Wales und South Australia lebten seinerzeit in Wybalenna.

## Siedlungsleben
Gebaut wurden mehrere feste Häuser, eine Kapelle und Schule aus Ziegelstein, die sich in einem Gebäude befanden. Das gemeinschaftliche Gebäude war im Juli 1838 fertiggestellt worden. Von 1832 an mussten alle Kinder Wybalennas in Hobart, gegen den entschiedenen Willen der Eltern leben, um dort die Grundschule zu besuchen. Robinson setzte durch, dass die Kinder im Lesen und Schreiben der englischen Sprache von ausgewählten Tasmaniern auf Wybalenna unterrichtet wurden, meist ihren Clanführern. Neben der wochentäglichen Schule gab es ab 1836 eine Samstag-Abendschule. Robinson verlieh jedem Tasmanier einen englischen Namen. Im September 1836 begannen Walter Arthur und Thomas Bruny, zwei junge Tasmanier, den Aboriginal or Flinders Island Chronicle herauszugeben. Der Chronicle war die erste Zeitung, den die Aborigines Australiens herausgegeben haben.
Die Tasmanier konnten sich auf Wybalenna – wie vor der britischen Kolonisierung – wochenlang frei im Busch bewegen und jagen, ihre Zeremonien und Kultur leben und ihre Lieder singen. Die weiblichen Clanführer sprachen ihre eigene Aboriginessprache in ihrer jeweiligen Gemeinschaft und wenn alle Tasmanier Wybalennas zusammenkamen, sprachen sie Pidgin-Englisch.

## Schließung
Nachdem George Robinson im Februar 1839 nach Port Phillip im heutigen australischen Bundesstaat Victoria abreiste, verließen nicht nur die Kolonisten und Soldaten den Ort, sondern auch die Zahl der Tasmanier ging stark zurück. Gründe hierfür waren, dass sich die dortigen Lebensverhältnisse verschlechterten und Krankheiten ausbrachen.
1842 wurde Henry Jeanneret, ein Chirurg und Zahnarzt, zum Siedlungskommandanten von Wybalenna berufen. Danach mussten die Kinder, gegen den Wunsch der Eltern, in Hobert zur Schule gehen. Dem Wunsch von Walter Arthur und weiteren Tasmaniern an Königin Victoria, Henry Jeanneret abzuberufen, wurde nicht entsprochen. Der Konflikt eskalierte weiter und Gouverneur William Denison schloss Wybalenna im Jahr 1847. Am 18. Oktober 1847 wurden 14 Männer, 23 Frauen und 10 Kinder zur früheren Sträflingskolonie Putalina an der Oyster Cove deportiert. 130 Personen waren seit der Gründung von Wybalenna auf dem Friedhof beerdigt worden.
In den darauf folgenden Jahren wurde das Siedlungsgelände, einschließlich des Friedhofsgeländes, an Farmer verkauft.

## Ab den 1970er Jahren
In den 1970er und 1980er Jahren entwickelte sich das Interesse der Tasmanier für Wybalenna, insbesondere am Friedhof. Tasmanier zäunten das Friedhofsgelände ein, das stets niedergerissen wurde. Nachdem eine Gruppe von Aborigines das Gelände von Wybalenna im Jahr 1991 besetzte, wurde die Öffentlichkeit aufmerksam. Dies führte zu archäologischen Untersuchungen, die u. a. auch zur Verfilmung der Geschichte der Tasmanier in dem Film Black Man’s Houses führte.
Im April 1999 übereignete die Regierung von Tasmanien das Land von Wybalenna an das Aboriginal Land Council of Tasmania. Inzwischen kommen jährlich mehrere hundert Menschen jedes Jahr nach Wybalenna.
Im Jahr 2015 entwickelten die Tasmanier einen Plan, um Wybalenna zu einem Ort der Erinnerung auszugestalten, der sich mit der Darstellung des Lebens der Tasmanier auf Wybellena befasst, damit sich eine derartige Verfolgung und Vernichtung einer Minderheit in der Menschheitsgeschichte nicht mehr wiederholt.
Heute erinnern an die Siedlung eine restaurierte Kapelle, Hausruinen, Gräber und Fundamente von weiteren kleinen Häusern.